# Большие круги (Павловск)

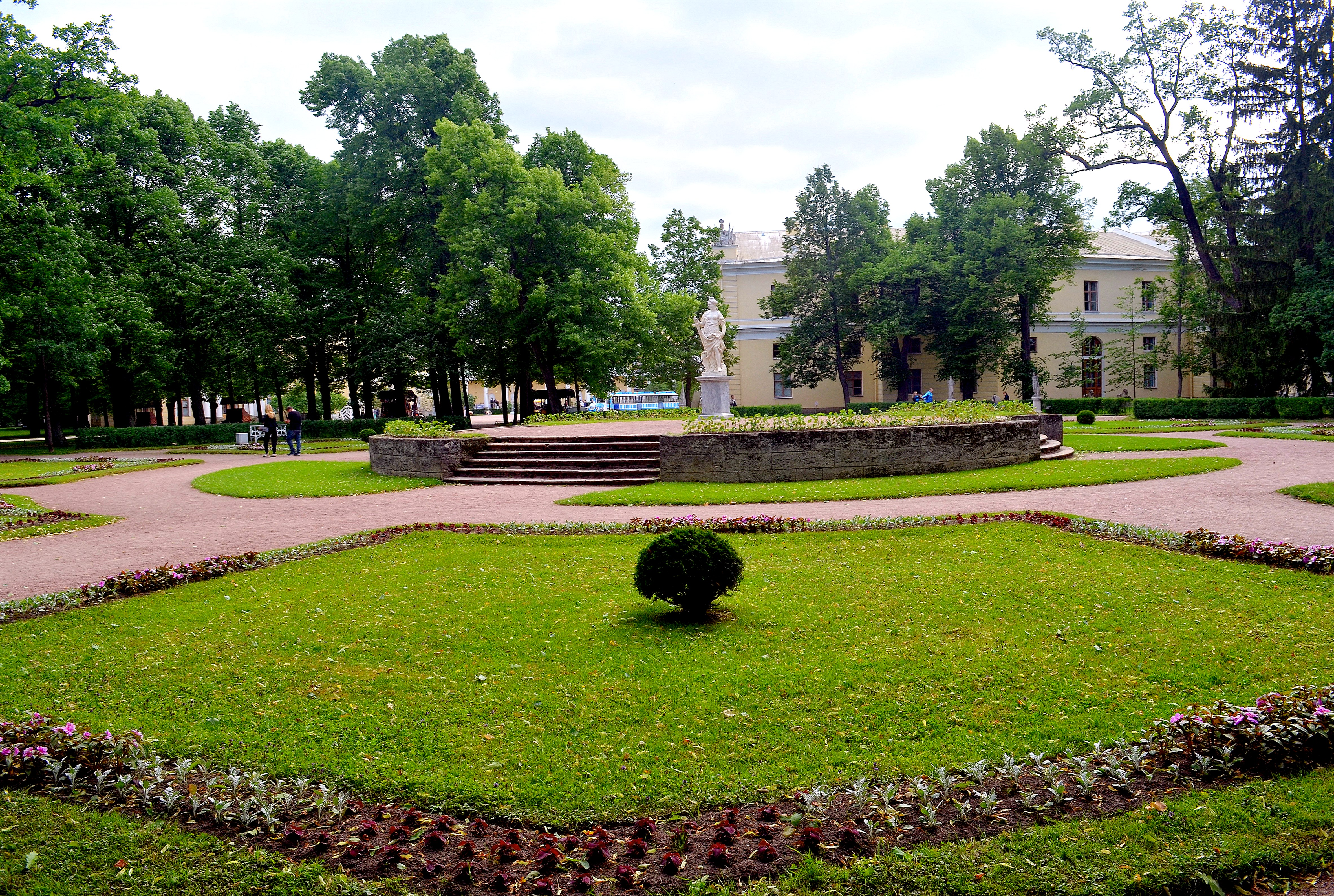
Статуя Правосудия

Большие круги (партерные цветники «Большие круги») — памятник архитектуры, участок Павловского парка в Павловске, напротив Вольера, между Тройной липовой аллеей и долиной реки Славянки. Один из кругов расположен рядом с Большой каменной лестницей, на оси между кругами стоит беседка Росси.
Участок выполнен по проекту В. Бренны в 1798—1799 годах. Название дано из-за двух расположенных здесь круглых каменных (туфовых) площадок со ступенями, от каждой из которых расходятся восемь дорожек. В центре кругов размещены пьедесталы с беломраморными статуями — ближе ко дворцу, в западном круге, стоит аллегория Правосудия (женская фигура с мечом), чуть дальше, в восточном круге — аллегория Мира (женская фигура с укрощённым львом, символом войны, у ног). За пределами кругов свободно растут деревья, между площадками устроены цветники, в современной версии парка здесь высажены тюльпаны и туи.
Обе статуи выполнены П. Баратта и привезены в Россию задолго до строительства парка по приказу Петра I для Летнего сада, некоторое время также находились в Царском Селе. Во время Великой Отечественной войны были зарыты, возвращены на место перед открытием парка в 1950 году — статуи были найдены с трудом, так как они ушли глубоко в землю под собственным весом. На зиму скульптуры укрывают деревянными футлярами.